# Zébala
Zébala est une commune du Mali, chef-lieu d'arrondissement dans le cercle de Koutiala et la région de Koutiala.

## Villages
La commune s'étend sur 8 localités relevées lors du recensement général de 2009. 
Les villages les plus peuplés sont :
- Zébala (6 225 habitants)
- Garasso (2 831 habitants)
- Yafola (2 789 habitants)